# Łobuzy
Łobuzy – polski zespół muzyczny wykonujący muzykę disco polo, założony w 2015 roku. Wokalistą zespołu jest Bogumił Romanowski, znany pod pseudonimem Boogie lub wcześniej Discomił.

## Historia zespołu
Zespół zadebiutował w 2015 singlem „Ona czuje we mnie piniądz”, który ukazał się 2 lipca 2015 nakładem wytwórni muzycznej My Music. Utwór stał się ogólnopolskim przebojem.
Jesienią 2018 telewizja Polsat wyemitowała dziesiątą edycję programu Twoja twarz brzmi znajomo z udziałem Boogie’ego. Wygrał dziewiąty odcinek, wcielając się w Drake’a. Po dziewięciu odcinkach zajął 6. miejsce z dorobkiem 203 punktów.

## Dyskografia
Single
| Rok                         | Tytuł                                                              | Pozycja na liście przebojów | Pozycja na liście przebojów | Certyfikat                |
| Rok                         | Tytuł                                                              | POL (Dance)                 | POL (TV)                    | Certyfikat                |
| --------------------------- | ------------------------------------------------------------------ | --------------------------- | --------------------------- | ------------------------- |
| 2015                        | „Ona czuje we mnie piniądz”                                        | 30                          | –                           | - POL: diamentowa płyta   |
| 2016                        | „Pupy”                                                             | –                           | –                           |                           |
| 2017                        | „Łobuz kocha najbardziej” oraz Piękny Dawid (właśc. Dawid Narożny) | 9                           | –                           | - POL: złota płyta        |
| 2017                        | „Zawód miłosny”                                                    | –                           | –                           |                           |
| 2017                        | „Mamo” oraz Red Lips                                               | –                           | –                           |                           |
| 2017                        | „Dla ciebie kupię se spodnie”                                      | –                           | –                           | - POL: złota płyta        |
| 2018                        | „Oczy jak pińć złoty”                                              | X                           | –                           | - POL: złota płyta        |
| 2018                        | „Zbuntowany Anioł”                                                 | X                           | –                           | - POL: 2x platynowa płyta |
| 2019                        | „Urok”                                                             | X                           | –                           | - POL: złota płyta        |
| 2020                        | „Yakuza” (gościnnie Ronnie Ferrari)                                | X                           | –                           | - POL: złota płyta        |
| 2021                        | „Nie namawiaj mnie do złego”                                       | X                           | 3                           |                           |
| 2022                        | „Dawaj mi pyska” (gościnnie Topky)                                 |                             |                             | - POL: 2x platynowa płyta |
| 2023                        | „Dżoana”                                                           | –                           | –                           |                           |
| „–” singel nie był notowany |                                                                    |                             |                             |                           |